# 274300 ЮНЕСКО
274300 ЮНЕСКО (274300 UNESCO) — астероїд головного поясу, відкритий 25 серпня 2008 року в Андрушівці.
Відповідно до стандартної зоряної величини 17,1, діаметр астероїда оцінюється у 1–2 км (за умови, що його альбедо лежить у межах 5–25%).